# Пандакан
Пандакан — район в Маниле, известный в недавней истории своей бывшей нефтебазой Пандакан, которая обеспечивала большую часть экспорта нефти в стране.

## История
Официально Пандакан был основан как община в 1574 году, когда францисканские священники Римско-католической церкви основали первую миссию в этом районе. Пандакан изначально был частью прихода Сампалок, позже в 1712 году он был учрежден как отдельный приход.
Пандакан был фермерским сообществом, производившим небольшое количество риса и сахара, которые продавались испанскому анклаву в Интрамуросе. Помимо нескольких огородов, старый Пандакан производил кирпичи и черепицу, цветные хлопковые шнурки, но в ограниченных количествах. Район также производил обувь и небольшие лодки.
В XIX веке Пандакан называли «Маленькой Венецией» или «Маленькой Италией» из-за его многочисленных каналов или устьев, ведущих к реке Пасиг. Многие неторопливо гребли по устью рек ближе к вечеру, как описал Франсиско Балагтас в своих ранних произведениях. Пандакан был домом для исполнителей баллад и музыкантов в ранние времена.
В конце испанской эпохи и при американском режиме Пандакан превратился в первую промышленную зону на Филиппинах. Первая современная производственная компания была построена в Пандакане и называлась Compañia General de Tabacos de Filipinas в 1882 году и представляла собой современный завод по производству сигар.
Первая каменная церковь в Пандакане была построена в 1732 году отцом Франсиско дель Росарио. Строительство церкви заняло 30 лет. Образ Святого Младенца Иисуса или в народе известный как Санто-Ниньо был освящен в церкви, и его праздник традиционно отмечается в третье воскресенье января. Согласно легенде, изображение Санто-Ниньо было извлечено из колодца возле церкви, и некоторые говорят, что вода из колодца привела к чудесному исцелению немощных. Колодец давно запечатан из-за загрязнения, но на том месте, где когда-то был колодец, стоит святыня.
Первоначальная церковь, построенная в 1760 году, дважды разрушалась землетрясениями. На руинах стояла современная церковь, в том числе приходская школа, которая стоит на том месте, где раньше было католическое кладбище района. Церковь сгорела 10 июля 2020 году.
Пандакан был домом для выдающихся филиппинских деятелей искусства XIX века, в том числе Франсиско Бальтасара (также известного как Балагтас), который написал «Флоранте и Лаура», музыкант Ладислао Бонус, теоретик тагальского языка Лопе К. Сантос, и драматурги Мигель Масилунган и Панталеон Лопес.
На рубеже XIX века американское колониальное правительство объявило Пандакан центром промышленной деятельности и приказало нефтяным компаниям построить в этом районе свои складские и распределительные объекты.
При наличии в районе нескольких производств был построен современный жилой комплекс для размещения рабочих близлежащих нефтебаз. Жилой комплекс получил название «Капитан Тиконг» в честь популярного местного лидера. Жилой комплекс был построен на юго-восточном берегу Эстеро-де-Беата. В честь Франсиско Бальтасара улицы в районе были названы в честь персонажей Флоранте и Лаура.

## Характеристика
В 2000 году общая численность населения Пандакана составляла около 82 194 человек. Первоначальными жителями района являются тагальские мигранты из провинции Булакан. Когда район рос и развивался как производственный центр Манилы, несколько этнических групп из других частей страны мигрировали в район после Второй мировой войны.
Район ограничен на севере и северо-востоке рекой Пасиг, Эстеро-де-Пандакан на западе и юге и районом Санта-Ана на юго-востоке.
В социально-экономическом плане большинство жителей Пандакана относятся к низшему и высшему среднему классу. Коренные жители работают в качестве рабочих на близлежащих фабриках и нефтебазах, в то время как те, кто работает в сфере услуг, обычно работают в соседнем Макати, центральном деловом районе страны.
Пандакан изначально был основан как промышленный центр города Манила на рубеже XX века. По берегам реки Пасиг в районе были созданы нефтебазы, которые обслуживают более половины потребности страны в топливе.

### Достопримечательности
Район является домом для нескольких известных исторических деятелей, в том числе Аполинарио Мабини, одной из ключевых фигур в борьбе Филиппин за независимость в конце XIX века против испанского владычества. Национальная историческая комиссия Филиппин объявила бывшую резиденцию Мабини объектом национального исторического наследия.
Бывшая первая леди Имельда Маркос называет Пандакан своим родовым домом в Маниле. С тех пор как она вышла замуж за бывшего президента Фердинанда Маркоса в 1960-х годах, опекуны постоянно поддерживали её дом. Этот дом является визитной карточкой Маркос как жительницы Манилы, несмотря на то, что её семья родом из провинции Лейте в Висайских островах.

### Школы
Государственные начальные школы, обслуживающие район, включают начальную школу Хасинто Самора, начальную школу Багонг Дива (строится), начальную школу Беата и начальную школу Багонг Барангай, в округе есть одна государственная средняя школа — Средняя школа Карлоса П. Гарсии.
Частное образование предоставляет католическая школа под названием «Школа Святого Иосифа - Пандакан», расположенная рядом с приходом Санто-Ниньо на улице Иисуса.
В 1994 году была построена Техническая и профессиональная средняя школа ERDA монахом Пьером Триц, иезуитом из Франции, для обездоленной филиппинской молодежи.

### Церкви
Четыре ведущих христианских религиозных направления на Филиппинах установили свое присутствие в этом районе. Для католиков на улице Хесус есть приход Санто-Ниньо. У Церкви Христа и Объединенной методистской церкви есть церковь на проспекте Кирино, а у Филиппинской независимой церкви — церковь (приход Санто-Ниньо) на углу Центральной и улицы Лаборес.

## Трансформация

### Из промышленного района в коммерческий
Производственные мощности в Пандакане уже давно перенесены в другие места за пределами Манилы. Только крупные нефтяные компании «большой тройки» управляют нефтебазами в Пандакане: Royal Dutch Shell, Chevron's Caltex и San Miguel Energy Corp., контрольный пакет акций которой принадлежит Petron Philippines.
Во время своего второго срока мэр Манилы Лито Атьенса возглавил попытку преобразовать Пандакан из промышленного центра в коммерческий, чтобы убрать нефтебазу из района. Атьенса и несколько членов городского совета были обеспокоены тем, что нефтебаза представляла угрозу окружающей среде, и безопасности для густонаселенного Пандакана. Несколько пожаров были связаны с наличием нефтебазы, и террористические атаки вызывали серьезную озабоченность.
Трудности с поиском подходящего места для переноса складов без нарушения национального процесса распределения топлива привели к компромиссу вместо выселения. Тем не менее, был завершен постепенный отказ от больших нефтяных резервуаров, которые окружали жилые районы, и Пандаканский Линейный парк был построен вдоль нефтебазы и жилых домов до берегов реки Пасиг.

### Программы благоустройства
Атьенса возглавил программу благоустройства и привел в порядок парки и места отдыха. Она включала площадь Балангтас, которая находится над Эстеро-де-Беата в 2003 году, и парк Ладислао Бонуса в 2006 году.
В сентябре 2006 года, в рамках программы реконструкции тротуаров и уличного освещения, главная автомагистраль от угла улицы Хесус и проспекта Кирино от моста Нагтахан на юг до улицы Палумпонг и всей улицы Лаура до моста Падре Саморы были отремонтированы, соединив пешеходные дорожки с Линейным парком Пандакана, буферной зоной, превращенной в парк, отделяющий объекты по распределению нефти от жилых и коммерческих районов. Пандаканский Линейный парк, созданный при поддержке трех крупных нефтяных компаний и городских властей Манилы, позволяет совершать прогулки вдоль реки Пасиг.
В некоторых частях района происходят улучшения за счет строительства недорогого жилья на территории комплекса инженерного управления города Манилы рядом с мостом Нагтахан под названием «Residencias de Manila».

## Мероприятия
Манила может похвастаться своей богатой культурной историей: ежегодно в Пандакане проходит традиционный танцевальный фестиваль «Buling Buling». Поскольку многие литературные и музыкальные гении страны XIX века были выходцами из Пандакана, каждую субботу перед главными празднованиями праздника Санто-Ниньо каждую третью неделю января проводятся ежегодные традиционные танцы на улицах Пандакана, привлекающие туристов.